# 미카와시마 사고
미카와시마 사고(일본어: 三河島事故)는 1962년 5월 3일 21시 37분경 도쿄도 아라카와구 일본국유철도(현 JR 동일본) 조반선 미카와시마역 구내에서 발생한 열차탈선 다중충돌사고이다. 이 사고는 국철 전후 5대 사고에 포함되는 참사이다.

## 사고개요
조반선 미카와시마 역 구내 화물선에서 진행방향 우측의 하행 본선으로 진입하던 다바타조차장발 미토행 하행 287 화물열차(D51 364견인 45량 편성)가 출발신호기의 정지신호를 무시하고 계속 진행하여 안전측선으로 진입한 직후 탈선하였다. 선두의 기관차와 다음의 탱크차(타키 50044)가 하행본선측으로 돌출되었다.
이 직후 미카와시마 역에서 4분 지연된 상태로 출발한 하행본선의 우에노발 도리데행 하행 2117H 전동차(6량 편성)가 하행본선측으로 돌출된 화물열차와 충돌하였다. 2117H의 선두차(쿠모하 66005)와 2량의 차량이 탈선하였으며 상행본선측으로 돌출되었다.
또한 약 7분후 우에노행 상행 제 2000H 전동차(9량 편성)가 진입하였는데, 선로에 내려 이동중이던 2117H의 승객과 상행본선으로 돌출된 2117H의 선두차와 충돌했다. 이로 인해 2117H의 선두차와 2량 전부 원형을 알아볼 수 없게 대파되었다.
상행 2000H는 선두차(쿠모하 67007)가 원형을 알아볼 수 없게 박살났으며 뒤의 2량은 성토노반 아래로 추락하여 선로측의 창고로 돌진, 3량도 성토노반 아래로 추락하여 4량이 탈선하였다.
이 사고로 160명이 사망하고 296명이 부상을 입은 최악의 사고로 기록되었다.

## 사고발생 상황
사고가 발생했던 당일은 새벽에 도호쿠 지방에서 발생한 지진과 도호쿠 본선 고가 역에서 발생한 탈선 사고의 여파로 조반선의 운전 시각표는 혼란스러웠으며 밤에도 운전 시각표 혼란의 여파가 남아있었다.
정각에 287열차는 통상 미카와시마역을 통과한 후에 하행본선으로 진입하는데 미카와시마역에서 2117H가 출발한 직후에 본선으로 진입하는 것이 원칙이다. 하지만 하행의 도리데행 2117H는 우에노 출발이 2분 30초 지연된 상황이었다.
그리고 기관사는 미카와시마 역 장내신호기의 황색신호를 봤음에도 불구하고 역 구내로 진입하였으며 뒤늦게 출발신호기의 적신호를 확인하고 당황하여 비상제동을 걸었지만 감속이 늦어지는 바람에 안전측선에 진입하자마자 하행 본선측으로 돌출된 형태로 탈선했다.
바로 그 순간 2117H는 미카와시마 역을 출발하여 탈선현장에 도달하고 있었다. 기관사는 비상제동을 걸었으나 실패하고 기관차를 접촉하는 형태로 들이받아 상행 본선측으로 돌출된 형태로 탈선했다.
이 지점에서 2117H는 탈선했지만 아직까지 큰 부상을 입은 승객은 없었다. 그리고 1 ~ 2량째의 차량은 팬터그래프가 가선을 벗어난 관계로 정전이 되었기 때문에 승객은 사쿠라기초 사고(1951년)의 교훈을 알고 비상 출입문 코크를 조작하여 열차 밖으로 대피했다. 또한 6량째에 타고있던 차장은 기관사와 연락하기 위해 차내연락을 시도했으나 응답이 없었던 관계로 차 밖으로 나와 연락을 시도하려고 했다.
한편 미카와시마 역 신호소에서는 사고발생을 보고받고 본선신호를 적색으로 전환하여 미카와시마역의 상황을 타전하였으며 사령은 조반선 운전 지령에 사고발생을 통지하였다. 즉시 하행 본선의 후속열차 운행을 중단시켰지만 선로 지장 여부를 확인할 수 없었던 상행 본선은 그대로 사고위험에 노출되었다.
한편 도리데발 우에노행 2000H는 지진의 여파로 정각보다 2분 지연되어 미나미센주역을 출발했다. 같은 무렵 미나미센주역 신호소는 뒤늦게 미카와시마 역 신호소에서 상행(우에노 방면) 선로 지장 연락을 받고 발차 신호를 적색으로 바꾸려고 했지만 불행하게도 이미 2000H는 신호소를 통과하고 있었으며 더 이상 열차를 정지시키는 것은 불가능했다. 2000H의 기관사는 사고발생 사실을 모른 채 계속 운행했으며 사고현장으로 접근하던 중 선로 위에서 미나미센주역 방향으로 걷는 승객을 발견하고 비상제동을 걸었으나 선로에 있던 승객을 들이받고 2117H 1량재와 충돌했다.
2000H는 선두차(쿠모하 67007)가 대파되고 2량째는 고가 아래에 있는 창고로 추락하여 대파되었다. 또한 2117H 1량과 2량째도 형태를 알아볼 수 없을 정도로 파괴되었다. 이 사고로 선로를 걷고 있던 2117H의 승객, 2000H 승객과 기관사를 포함하여 총 160명이 사망한 대참사가 되었다.
사상자 중에서는 탈선한 2000H에서 밖으로 탈출을 시도하거나 고가 아래로 추락한 사람도 있었다.

## 원인
처음 하행 화물열차 탈선 원인은 기관차의 신호 무시였다. 이것은 확인오류의 하나로 현재도 신호 오인이 일어나고 있다는 보고가 있다.
또한 신호는 확실했지만 화물열차는 미카와시마 역 출발측에서 고가의 본선에 합류하기 위해 우측 곡선의 상구배를 진행하고 있었으며 증기기관차의 기관사 자리에서는 시야가 나쁜데다 많은 화차를 견인하고 있었기 때문에 구배 도중에 정차하면 이후 발차가 어렵다는 이유로 정차를 주저하는 곳이었다.
또는 본선 폐색신호기가 선행열차를 위한 것이었지만 진행 현시가 보였기 때문에 자신의 진로로 착각했다는 설도 있다.
또한 첫 번째 충돌 직후 약 6분 동안 두 열차 승무원과 미카와시마 역 직원도 상행선에 대한 열차 방호조치를 하지 아니하였으며 이로 인한 상행 2000H 전동차의 돌입이 원인이 되었다.
사고현장은 미카와시마역에서 수백미터라 역무원이 직접 확인하는 것은 어려웠다.
한편 미카와시마역 신호소 직원은 사고현장에서 가까운 위치에서 근무하고 있었다고는 해도 날이 어두운 터라 사고의 상황을 확인하기 위해서는 현장을 직접 확인하는 것 외에는 방법이 없기 때문에 상행선 지장보고가 늦어진것은 부정할 수 없었다.
또한 열차지시가 사고발생을 확인했을 때 현장 부근 상행선 운행은 하행선처럼 중단하지 않았다가 사고를 막지 못한 것이 원인으로 알려져 있다.
한편 열차 승무원 중에서 화물열차의 기관사가 역에 사고 발생 통지를 하고 부기관사는 다리부상으로 움직이지 않고 있었다.
2117H의 기관사는 사고 당시 머리부상으로 실신했지만 사고 직전 운전실에서 탈출하여 무사했다. 재판에서 2000H 사고를 알리려고 한 행동이 인정되어 과실 불문 처리되었다.

## 사고의 여파
1962년 5월 8일 운수 대신 사이토 노보루로부터 국철에 운전사고 방지에 대한 경고가 내려졌다.
예방
국철에는 미카와시마사고특별대책위원회가 설치되었다.
자동 열차 정지 장치(ATS)의 정비
이 사고를 계기로 자동 열차 정지 장치의 국철구간 설치가 앞당겨졌다. 1966년까지 1차적인 정비를 완료했다.
그때까지 사용되고 있던 종래의 차량경보장치는 열차를 자동정지하는 기능이 없었던 터라 이러한 신호오인 사고를 물리적으로 막을 수 없었다.
선로 조명과 열차 방호무선장치의 정비
이 사고를 계기로 모든구간에 열차궤도단락장치 등의 방호장치 정비를 실시하였으며 조반선에 입선하는 모든 열차를 대상으로 신호 조명이 설치되고 훗날 열차방호 무선장치가 개발되었다.
철도노동과학연구소 설립
인간공학, 심리학, 정신과학적인 견지에서 직원의 노동관리를 요구했다. 이 조치로 중앙철도학원의 관리연구소를 후생국과 통합하였으며 1963년 6월에 철도노동과학연구소를 설립하였다.
재판
첫 충돌에서 2000H 열차의 진입까지 약 6분동안 열차방호조치를 소홀히 한 것이 문제가 되어 관계책임자가 기소되고 287열차의 기관사, 기관조사, 2117H 전동차의 승무원, 미카와시마역 신호소장에게는 각각 금고 3개월 ~ 8개월의 유죄판결이 선고되었다.
희생자
아직도 신원미상의 희생자가 한 명 있고 역 근처의 사원에 사망자가 안치되어 있다. 선로를 걸어 사고를 당한 20대후반에서 30대 정도의 둥근 얼굴 남성으로
신장은 163cm, 손에 목주를 가지고 있었다고 한다.
시신에서 몽타주 사진을 만들어 공표했지만 아는 사람이라고 명확히 밝힌 사람은 없다.
사고발생 1년후 역 북동쪽의 浄正寺에 위령을 위한 관세음보살 동상이 설치되었으며, 현재도 당시의 참사를 기억하고 추모하는 헌화가 계속되고 있다.

## 후일담
국철은 사고를 계기로 보유하고 있던 프로야구 팀 국철 스왈로스를 후지산케이 그룹에 매각했다.
또한 안전을 PR로 하는 경영의식을 고취시키기 위해 사고가 일어난 조반선을 무대로 한 영화 '어느 기관조사'를 기획했다.
TV아사히/토에이 제작의 TV영화 특별 최전선에서 미카와시마 사고를 모티브로 한 작품(제 163화, '아 미카와시마 환상의 잉어!')이 제작되고 있다.